# D30 (hunebed)
Hunebed D30 ligt ten noordwesten van het dorp Exloo aan het Bodenpad midden in de boswachterij Exloo in de Nederlandse provincie Drenthe.

## Bouw
Het hunebed wordt toegeschreven aan de trechterbekercultuur.
Er zijn nog drie van de vier dekstenen en acht draagstenen aanwezig. Ook zijn er twee poortdraagstenen en twee sluitstenen. Het hunebed is noord-zuid georiënteerd en 7,3 meter lang en 3,4 meter breed.
In de omgeving van het hunebed liggen zeven grafheuvels.

## Geschiedenis
Het hunebed wordt in 1818 vermeld door R. Boelke. In 1822 werd het omschreven als een voortreffelijk en welbewaard hunebed met vijf dekstenen.
Dit hunebed is 1918 onderzocht door de archeoloog Albert van Giffen. Het had vijf vloerlagen, de onderste steenlaag lag 1,70 meter lager dan de dekstenen. De kelder van het graf bevond zich op circa 1 meter diepte. Bij de opgraving van 1918 was de dekheuvel nog voor een groot deel intact. Van de oorspronkelijk vier dekstenen waren er toen nog twee aanwezig. Hij beschreef dit hunebed (en voornamelijk de overblijfselen van de dekheuvel) als "zeer in het oog springend".
In de grafkelder zijn scherven gevonden van meer dan 65 potten, waarvan de meeste een versiering met ingegroefde lijnen hebben. Ook werden er standvoetbekers en verbrande menselijke resten aangetroffen. De dekheuvel is in de Wikkeldraadcultuur opgehoogd. Buiten het hunebed vond Van Giffen drie versierde schalen.
In 1985 vond nog een onderzoek plaats door J.N. Lanting en het hunebed is in 1999 gerestaureerd, waarbij een deksteen is toegevoegd.
In 2005 is dit hunebed beklad met verf. Inmiddels is het hunebed weer gereinigd, waarbij ook veel van de op de stenen levende mossen zijn verdwenen.

## Society of Antiquaries
In Engeland ontstond in de jaren zeventig van de 19e eeuw bezorgdheid over de wijze waarop in Nederland hunebedden werden gerestaureerd. In die kringen was men vooral bezorgd dat met de restauraties het oorspronkelijk beeld van de situatie verloren zou gaan. De directeur van de Society of Antiquaries in Londen verzocht de oudheidkundigen William Collings Lukis en sir Henry Dryden om de staat waarin de hunebedden zich op dat moment bevonden nauwkeurig vast te leggen. Zij bezochten in juli 1878 Drenthe en brachten veertig hunebedden op de Hondsrug in kaart. Ze hebben opmetingen verricht en beschreven de aangetroffen situatie, die zij tevens vastlegden in een serie aquarellen. Hun rapportage aan de Society of Antiquaries verscheen echter niet in druk. Hun materiaal werd bewaard bij de Society of Antiquaries, het Guernsey Museum & Art Gallery en het Drents Museum. Het Ashmolean Museum in Oxford bezit kopieën van hun werk. In 2015 publiceerde de Drentse archeoloog dr. Wijnand van der Sanden alsnog hun werk. Hij voorzag hun materiaal van een uitgebreide inleiding. Ook schetste hij de ontwikkelingen met betrekking tot het archeologisch onderzoek van de hunebedden na hun onderzoek tot 2015. Hij gaf als oordeel dat het werk van Lukis en Dryden van hoge kwaliteit was. In het Drents Museum was in 2015 een tentoonstelling over het werk.
Hunebed D30 is weergegeven op Plan XXV. Lukis en Dryden bezochten het hunebed op 19 juli 1878. Tijdens hun bezoek  waren er twee, van de oorspronkelijke vier, dekstenen op de draagstenen aanwezig. Er waren tien draagstenen. Ook waren er twee poort-draagstenen. Het bouwwerk was noord-zuid georiënteerd en de grafkamer was afgegraven. De voet van de dekheuvel was nog te zien en deze was circa 20 meter in doorsnede.